# Suburba

Suburba est le quatrième album du groupe de rock américain House of Heroes composé de quatre membres : Jared Rigsby, Eric Newcomer, Josh Dun et Tim Skipper.
L'album est sorti en août 2010 et contient 12 chansons en version CD et 13 en téléchargement.
Le premier single issu de l'album est Independence Day for a Pretty Thief. La chanson Burn me Down est inspiré de Muse dont le chanteur Tim Skipper est fan.

## Titres
1. "Relentless"
2. "Elevator"
3. "Love Is for the Middle Class"
4. "So Far Away"
5. "God Save the Foolish Kings"
6. "Salt in the Sea"
7. "Independence Day for a Pretty Thief"
8. "Somebody Knows"
9. "Disappear"
10. "She Mighty Mighty"
11. "Constant"
12. "Burn Me Down"
13. "Galveston" (exclusivité Amazon.com)
14. "Patient" (exclusivité iTunes)